# پشوو
پشوو (به چکی: Pšov) یک منطقهٔ مسکونی در جمهوری چک است که در ناحیه کارلووی واری واقع شده‌است. پشوو ۴۸٫۷۰ کیلومتر مربع مساحت و ۵۸۴ نفر جمعیت دارد و ۵۲۶ متر بالاتر از سطح دریا واقع شده‌است.